# Maison close - La casa del piacere
Maison close - La casa del piacere (Maison close) è una serie televisiva francese creata da Jacques Ouaniche e mandata in onda, in due stagioni da otto episodi l'una, dal 4 ottobre 2010 al 25 febbraio 2013 su Canal+.
In Italia viene trasmessa su La EFFE dall'11 gennaio 2015. e su TIMvision.

## Trama
Alla fine del 1871, in un bordello di lusso di Parigi, il Paradis, s'intrecciano le vite di tre donne. La giovane Rose, venuta a Parigi in cerca di sua madre, una ex prostituta, viene costretta a lavorare al Paradis; Vera, ormai trentacinquenne, sa che la fine della sua carriera è vicina e punta tutto sul barone du Plessis, il suo principale cliente, per riuscire a rimborsare il suo debito; Hortense, la proprietaria del Paradis, deve proteggere le sue ragazze e resistere alle pressioni di un delinquente di periferia che vuole del denaro.

## Personaggi

### Personaggi principali
- Véra (stagioni 1-2), interpretata da Anne Charrier, doppiata da Claudia Razzi.
- Hortense Gaillac (stagioni 1-2), interpretata da Valérie Karsenti, doppiata da Rachele Paolelli.
- Rosalie Tranier "Rose" (stagioni 1-2), interpretata da Jemima West, doppiata da Jessica Bologna.
- Marguerite Fourchon (stagioni 1-2), interpretata da Catherine Hosmalin, doppiata da Laura Mercatali.
- Valentine (stagioni 1-2), interpretata da Clémence Bretécher.
- Bertha (stagioni 1-2), interpretata da Deborah Grall.
- Angèle (stagioni 1-2), interpretata da Blandine Bellavoir, doppiata da Gaia Bolognesi.

### Personaggi ricorrenti
- Camélia (stagioni 1-2), interpretata da Dany Veríssimo-Petit.
- Sovrintendente Torcy (stagioni 1-2), interpretato da Sébastien Libessart.
- Pierre Gaillac (stagione 1), interpretato da Nicolas Briançon, doppiato da Sergio Lucchetti.
- Gaston Lupin (stagione 1), interpretato da Dan Herzberg.
- Brise Caboche (stagione 1), interpretato da Serge Dupuy.
- Edmond Blondin (stagione 1), interpretato da Garlan Le Martelot.
- Louison "Louise" (stagione 1), interpretata da Juana Pereira da Silva.
- Senatore Gaudissart (stagione 1), interpretato da Olivier Claverie.
- Barone du Plessis (stagione 1), interpretato da Quentin Baillot.
- Il generale (stagione 1), interpretato da Pierre Casadei.
- Charles Blondin (stagione 1), interpretato da Antoine Chappey.
- Edgar (stagione 1), interpretato da Lannick Gautry.
- Pauline (stagione 2), interpretata da Fatou N'Diaye.
- Kartel (stagione 2), interpretato da Michaël Abiteboul.
- Commissario Angelus (stagione 2), interpretato da Jean-Marie Frin.
- Zoe (stagione 2), interpretata da Susana Blazer.
- Louis Mosca (stagione 2), interpretato da Michaël Cohen.
- Bak (stagione 2), interpretato da Martin Loizillon.
- Jeanne (stagione 2), interpretata da Lubna Gourion.
- Paul (stagione 2), interpretato da David Salles.
- Delvaux (stagione 2), interpretato da Elmano Sancho.
- Joséphine (stagione 2), interpretata da Sophie-Charlotte Husson.
- Bayle (stagione 2), interpretato da Francis Seleck.
- Lubeck (stagione 2), interpretato da Sylvain Rougerie.
- Themier le Borgne (stagione 2), interpretato da Afonso Lagarto.
- Medico (stagione 2), interpretato da Aurélien Wiik.

## Episodi
| Stagione         | Episodi | Prima TV originale | Prima TV Italia |
| ---------------- | ------- | ------------------ | --------------- |
| Prima stagione   | 8       | 2010               | 2015            |
| Seconda stagione | 8       | 2013               | 2015            |